# Рибосомний білок S17
Рибосомний білок S17 (англ. Ribosomal protein S17) – білок, який кодується геном RPS17, розташованим у людей на короткому плечі 15-ї хромосоми.  Довжина поліпептидного ланцюга білка становить 135 амінокислот, а молекулярна маса — 15 550.
| 10         |  | 20         |  | 30         |  | 40         |  | 50         |
| ---------- |  | ---------- |  | ---------- |  | ---------- |  | ---------- |
| MGRVRTKTVK |  | KAARVIIEKY |  | YTRLGNDFHT |  | NKRVCEEIAI |  | IPSKKLRNKI |
| AGYVTHLMKR |  | IQRGPVRGIS |  | IKLQEEERER |  | RDNYVPEVSA |  | LDQEIIEVDP |
| DTKEMLKLLD |  | FGSLSNLQVT |  | QPTVGMNFKT |  | PRGPV      |  |            |

A: Аланін

C: Цистеїн

D: Аспарагінова кислота

E: Глутамінова кислота

F: Фенілаланін

G: Гліцин

H: Гістидин

I: Ізолейцин

K: Лізин

L: Лейцин

M: Метіонін

N: Аспарагін

P: Пролін

Q: Глутамін

R: Аргінін

S: Серин

T: Треонін

V: Валін

Цей білок за функціями належить до рибонуклеопротеїнів, рибосомних білків. 